# Sammlung Schwab

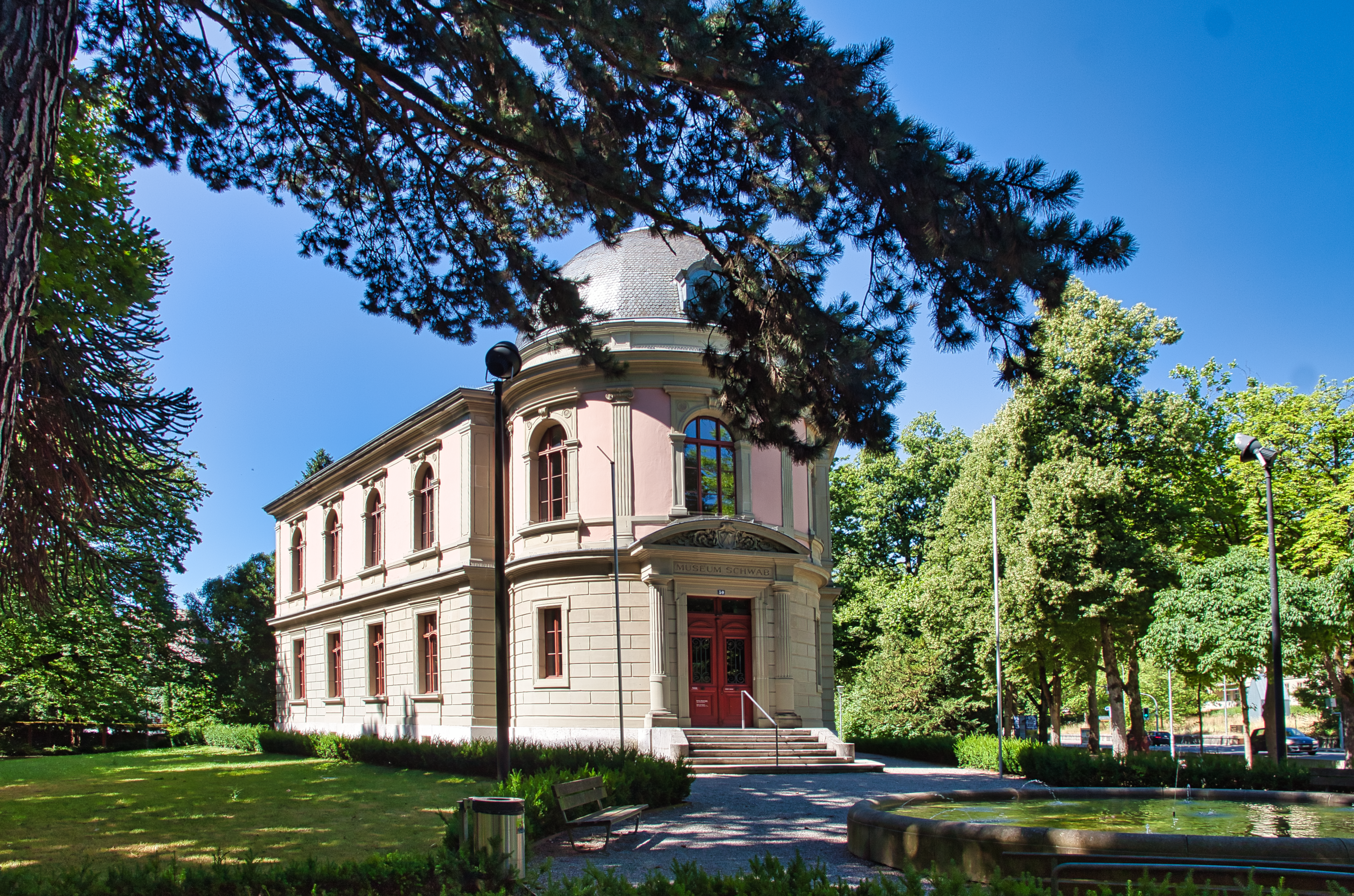
Museum Schwab Biel, Teil des NMB Neuen Museums Biel

Die Sammlung Schwab besteht vorwiegend aus archäologischen Fundobjekten des Schweizers Friedrich Schwab, der unter anderem die Station La Tène entdeckt hatte. Er sammelte archäologische Funde vorwiegend aus den drei Juraseen. Vier Jahre vor seinem Tod vermachte er seine archäologische Sammlung der Stadt Biel/Bienne. Die Schenkung bezweckte, bei der Bieler Bevölkerung, insbesondere bei der Jugend, das Verständnis für die Urgeschichte zu wecken. Dieses Erbe führte zum Bau eines Museums und gipfelte in der Ernennung mehrerer urgeschichtlicher Siedlungsreste von so genannten Pfahlbauten zum UNESCO-Weltkulturerbe.

## Bestand der Sammlung
Laut Werner Bourquin, dem damaligen Präsidenten der Museumskommission, zählte die Sammlung Schwab abgesehen von den zahlreichen Keramikobjekten 4525 Stück. Davon entfielen 151 auf das Paläolithikum, 1033 auf das Neolithikum, 2486 auf die Bronzezeit, 170 auf Hallstatt und 685 auf La Tène.
Die Karte rechts zeigt die geografische Verbreitung der neolithischen Funde aus der Sammlung Schwab. Rote Markierungen zeigen Fundstellen, die ins UNESCO-Welterbe aufgenommen wurden. (Die Vollbildansicht zeigt alle 17 aufgelisteten Orte. Der Fettdruck in der folgenden Liste signalisiert die Orte, die zur Liste des UNESCO-Welterbes zählen.) :
- 1 Vingelz
- 2 Lüscherz
- 3 Gerolfingen
- 4 Sutz-Lattrigen
- 5 Nidau
- 6 Schafis (Chavannes)
- 7 Ziehlbrück
- 8 Saint-Aubin-Sauges
- 9 Concise
- 10 Champmartin
- 11 Greng
- 12 Inkwil
- 13 Eich
- 14 Meilen
- 15 Robenhausen
- 16 Niederwil TG
- 17 Wangen (auf deutscher Seite am Untersee/Bodensee)

Das Paläolithikum ist mit 151 Funden und zahlreichen Keramiken vertreten. Geografisch stammen sie aus Cotencher und aus den Höhlen von Liesberg und Grellingen. Die übrigen, nicht aus dem engeren Gebiet stammenden Funde lieferten die Pfahlbauten vom Inkwilersee, von Eich, Meilen, Robenhausen, Irgenhausen, Niederwil bei Frauenfeld und Wangen, am deutschen Ufer des Untersees. Vereinzelte Funde stammen aus dem Ausland: aus der paläolithischen Fundstelle der Charente von Abbéville, Moulin-Guignon, Mouthière und Laugerie-Basse, zudem Funde aus neolithischen Landstationen in Skandinavien, Irland und Amerika sowie Bronzefunde aus Ungarn, Süditalien und Irland.
Das Bronze-Inventar umfasst Objekte aus den Fundstätten Nidau-Steinberg, Sutz, Mörigen, Auvernier, Cortaillod, Bevaix, Corcelettes, Estavayer, Chevroux, Gletterens, Cudrefin, Montilier und Guévaux.
Die La Tène-Zeit ist in der Sammlung Schwab mit insgesamt 685 Objekten vertreten. Davon stammen 573 direkt aus La Tène. Schwab war der erste, der La Tène ausbeutete.
Von der gallorömischen Zeit zeugen Funde wie etwa die Münzen vor allem aus der näheren Umgebung.
Alles, was aus römischer Epoche stammt, kam erst nach dem Tod von Schwab in die Sammlung. Es sind in erster Linie Funde aus dem Gebiet von Petinesca.

## Geschichte der Sammlung

### Anfänge der Archäologie in der Schweiz

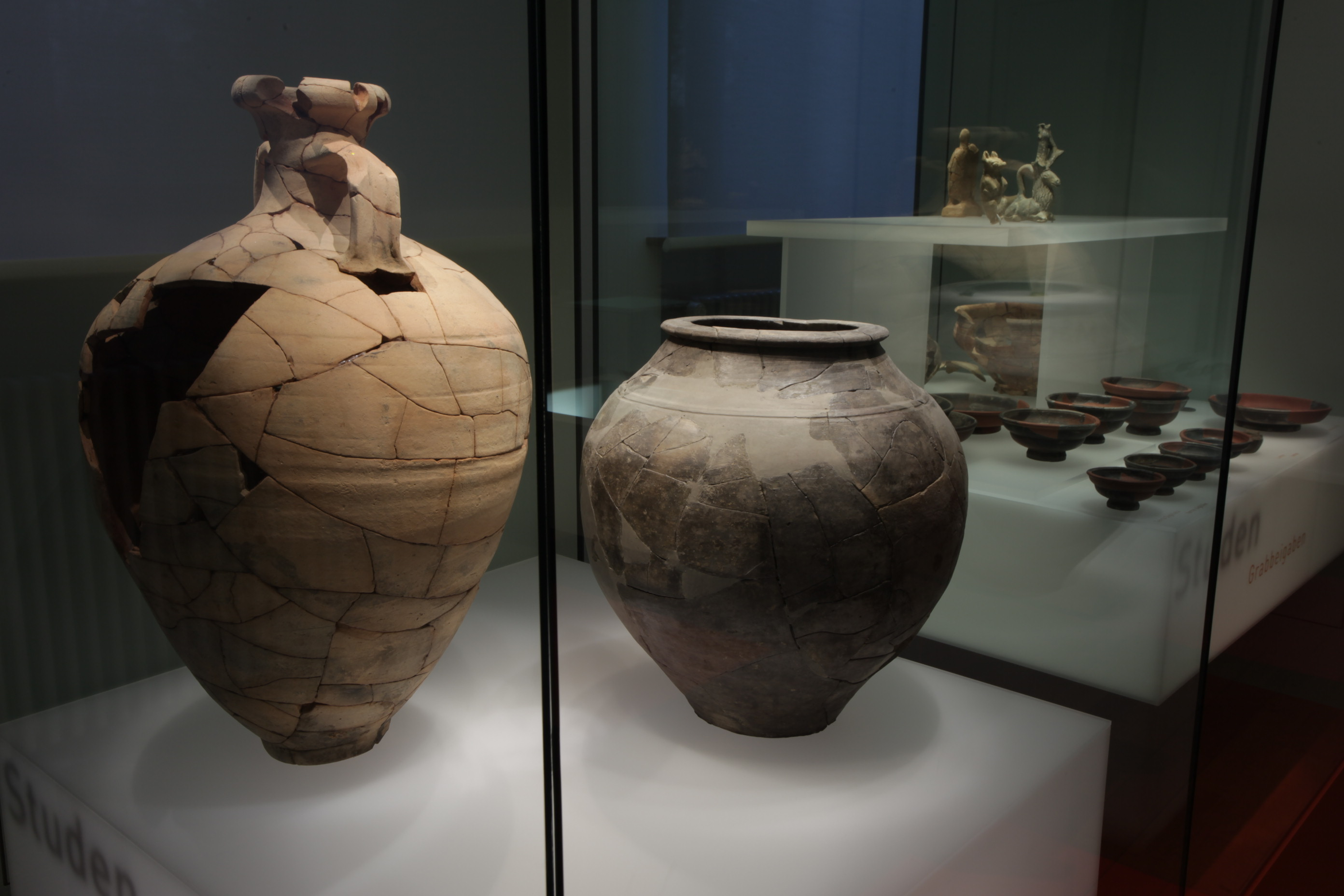
Archäologische Funde aus der Region im Neuen Museum Biel

Ab 1840 führte Albert Jahn Ausgrabungen auf der Kanincheninsel durch, die heute durch den Heidenweg mit der St. Petersinsel verbunden ist. Ein Fischer berichtete ihm von Pfählen bei Mörigen. Er zeigte ihm ein Gefäss von «rötlicher Erde». Jahn hielt den Fund für keltisch. Offenbar konnte er sich aus Zeitgründen aber nicht um die Fundstelle kümmern. Jedenfalls informierte er 1843 den Nidauer Notar Emanuel Müller. Dieser hatte sich im Seeland durch Ausgrabungen von Grabhügeln (Flachgräber in Pieterlen, Grabhügel im Moos bei Hermrigen, Hügelgräber  am Schaltenrain zwischen Ins und Brüttelen, Jolimont) und Forschungen über Römerstrassen schon vor Schwab in der Szene der Altertumsforscher ein lokales Renommee erworben. Müller baute mit den Funden von Mörigen die erste Pfahlbausammlung am Bielersee auf. Ausserdem informierte er ab 1840 den Präsidenten der Zürcher Antiquarischen Gesellschaft, Ferdinand Keller, mit Briefen und Zeichnungen regelmässig über seine Entdeckungen, unter anderem auch über Einbäume. Er machte sich auch Gedanken über Tauchapparate, die es ermöglichen würden, an die Fundstücke heranzukommen, die für eine Bergung zu tief unter Wasser lagen.
Ab Mitte der 1840er Jahre widmete sich der wohlhabende Bieler Friedrich Schwab seiner archäologischen Passion. Gemeinsam mit Müller beutete er die Fundstelle Nidau-Steinberg aus. Im Laufe der Jahre baute Schwab seine Pfahlbausammlung zur umfangreichsten der Schweiz aus. Das meiste stammte aus dem Bieler-, Neuenburger- und Murtensee. Die Entdeckung der eisenzeitlichen Fundstelle von La Tène am Neuenburgersee im Jahr 1857 verschaffte Schwab internationale Bekanntheit. Müller und Schwab hatten eine der besten Fundstellen direkt vor ihrer Haustüre. Und sie beuteten diese nach Kräften aus. Zwei Jahre vor seinem Tod sah sich Müller gezwungen, seine für die damalige Zeit ausserordentliche Sammlung zu verkaufen. Schwab bot den höchsten Preis. Damit bekam er den Zuschlag und konnte seine eigene Sammlung bedeutend erweitern. Mit diesem Kauf sorgte er auch dafür, dass die Objekte der Sammlung Müller der Region erhalten blieben.
Rückblickend lässt sich feststellen, dass lokale Fischer, deren Namen nicht überliefert sind, eindeutig die ersten waren, die Kenntnis von den Fundstellen im See hatten. Ab den frühen 1840er Jahren wussten dann aber verschiedene Akteure, dass in Mörigen archäologische Funde im See zu finden sind. Und wenige Jahre später war auch bekannt, dass auch in Nidau solche zu bergen sind.
1854 publizierte Ferdinand Keller, Gründer der Antiquarischen Gesellschaft in Zürich und einer der ersten professionellen Archäologen, damals noch «Altertumsforscher» genannt, «Die keltischen Pfahlbauten in den Schweizer Seen». Anlass für seine Veröffentlichung waren die im Winter 1853/1854 in Meilen am Zürichsee bei einem Wassertiefstand entdeckten Siedlungsreste. Ohne die Vorarbeiten der seeländisch-bernischen Pioniere Jahn, Müller und Schwab wären Kellers Schlüsse in seiner Publikation nicht möglich gewesen.
Jahn war der namentlich bekannte Entdecker der Pfahlbausiedlung in Mörigen, Müller war der erste, der in der Schweiz Pfahlbauten ausbeutete und damit die erste Pfahlbausammlung in der Schweiz anlegte und Keller war der erste, der eine wissenschaftlich fundierte Studie zu diesen Pfahlbaufunden durchführte und veröffentlichte.

### Start der Sammlung Schwab
Schwabs archäologische Sammlung entstand aufgrund seiner mit der Ausbeutung betreuten Fischer. Diese "fischten" eine Vielzahl von Fundstücken aus den Seen. Die gehobenen Funde gehörten jeweils ihrem Arbeitgeber. Seine Sammlung vermehrte Schwab durch den bedeutenden Zukauf der Sammlung von Müller und durch weitere gezielte Anschaffungen von Objekten. Zwar interessierte er sich für die Pfahlbauforschung in der gesamten Schweiz, konzentrierte sich aber für den Aufbau seiner Sammlung doch auf die drei Jura-Seen. Ortsfremde Objekte erwarb er nur, um seine Sammlung mit bestimmten Typen zu ergänzen oder Fundstücken, die zu Vergleichen dienten. Auf diese Weise wuchs seine Sammlung zu einer der grössten privaten Pfahlbausammlungen der Schweiz des 19. Jahrhunderts. Obwohl er selbst nicht wissenschaftlich publizierte, kam sein Forschergeist doch zum Ausdruckt. Dies zeigt sich etwa daran, dass er seine Meinung über eine Publikation von Edouard Desor äusserte oder dass er Ludwig Rütimeyer für dessen paläontologische Studien mit Knochenmaterial versorgen wollte. Auch für Kellers Pfahlbauberichte schickte er diesem per Bahnfracht kistenweise Funde nach Zürich. Aber im Gegensatz zu anderen Akteuren seiner Zeit veröffentlichte Schwab nie etwas Gedrucktes über seine Sammlung.

### Bau des Museums
1861 regte Gottfried Scholl, ein politisch und kulturell engagierter Bieler, die Schaffung eines Museums in Biel an und präsentierte ein Jahr später ein entsprechendes Projekt mit einem Kostenvoranschlag von 60'000 Franken. Es sollte unter anderem auch Schwabs archäologische Sammlung beherbergen. 1856 vermachte Friedrich Schwab, der mit Scholl schon das Schulzimmer am Gymnasium und später auch das Sitzungszimmer des Gemeinderats teilte, der Stadt Biel seine «Sammlung von Waffen, Zierrathen, häuslichen und anderen Geräthschaften aus sogenannten Pfahlbauten» mit der Auflage, die Sammlung zu bewahren, zu ergänzen und der Bevölkerung, insbesondere der Jugend, zugänglich zu machen. Die Stadt bedankte sich für die grosszügige Schenkung, indem sie versprach, der Sammlung den Namen «Museum Schwab» zu geben. Diese Benennung bezog sich lediglich auf die Sammlung, nicht auf ein Gebäude. In seinem Testament aus dem Jahre 1867 vermachte Schwab der Stadt Biel zudem 60'000 Franken. Die Summe entsprach exakt dem Betrag, den Scholl bereits 1862 für den Bau eines Museums veranschlagt hatte. Als die Erben nach Schwabs Tod darauf drängten, dass «das Museum» aus dem Wohnhaus ausziehen müsse, kam die Sammlung Schwab vorerst in einem Saal des Rathauses unter. Bald schenkte die Burgergemeinde der Stadt  für den Bau eines Museums ein Grundstück, den «Triangel» im Pasquart-Quartier. Doch ein auf Pfahlbauten spezialisiertes Museum hätte dem Zeitgeist nicht entsprochen. Deshalb erstrebte man ein Universalmuseum, das ausser der Sammlung Schwab auch eine Kunst- und eine naturkundliche Sammlung mit Tierpräparaten und Versteinerungen umfassen sollte und letztlich auch die Stadtbibliothek aufnahm. Der von der Burgergemeinde kostenlos abgetretene Baugrund wurde noch vor Baubeginn durch den Zukauf von zwei weiteren Parzellen vergrössert. Nach mehreren Aufrufen zur Aktienzeichnung wurde der fehlende Betrag für den Bau eines Museums mit Schwabs Legat gedeckt. Die Museumskommission beauftragte 1870 den Architekten Friedrich Ludwig von Rütte, ein Museumsgebäude zu planen. Dem dreieckigen Baugrund angepasst, plante dieser das Museum mit  dem Grundriss eines gleichschenkligen Dreiecks und einer Eingangshalle mit Rotunde.

## Bedeutung der Sammlung Schwab
Die Sammlung Schwab war lange eine der umfangreichsten ihrer Art in der Schweiz. Sie war bedeutend, weil sie Entwicklungslinien dokumentierte, Objekte von gut erhaltener Qualität umfasste und oft als zuverlässige Basis für wissenschaftliche Vergleiche diente. An der Weltausstellung von 1867 in Paris waren 685 Gegenstände aus der Sammlung Schwab zu sehen. Dazu wurden Tafeln publiziert, auf welchen die Gegenstände abgebildet und beschriftet waren. Auch an der Weltausstellung von 1873 in Wien waren Leihgaben aus der Sammlung Schwab zu sehen: 266 Funde aus der Bronzezeit und 119 aus La Tène.
Im Hinblick auf die Nachwelt zeigt sich, dass es allein die allmählich gewonnene Bekanntheit seiner archäologischen Sammlung war, die Schwab zu dem bemerkenswerten Status verhalf, der ihm heute in der Lokalgeschichte – und natürlich auch in der Geschichtsschreibung der europäischen Urgeschichte – zuerkannt wird.
Laut Marc-Antoine Kaeser ist die Sammlung Schwab eine der bedeutendsten Sammlungen der Funde aus La Tène. Schon Paul Vouga hielt die Sammlung Schwab nicht nur für eine der ältesten, sondern auch für eine der zuverlässigsten bezüglich der Herkunft ihrer Funde. Und Édouard Desor war der erste, der La Tène in die Epoche der Helvetier datierte. Diese Datierung war von grösstem Interesse, da sie es ermöglichte, die Urgeschichte mit der historischen Periode zu verbinden. Die Parallelen mit den Funden aus der Tiefenau und den Ergebnissen der Ausgrabungen in Alesia ermöglichten es schliesslich, eine Verbindung zwischen den Helvetiern von Neuchâtel und den Protagonisten des Gallischen Kriegs herzustellen.
Viele ältere Sammlungen wurden stark dezimiert und ihre Objekte weit verbreitet und oft weder identifiziert noch ihr Aufbewahrungsort bekannt. Demgegenüber ist die Sammlung Schwab beinah intakt. Fehlende Stücke sind in der Regel bekannt und lokalisiert.
Die Sammlung Schwab, eine Dauerleihgabe der Bieler Einwohnergemeinde, gehört heute zum Bestand des Neuen Museums Biel, das nebst der Archäologie auch die Sparten Kunst und Geschichte pflegt und ausstellt.
Viele Objekte der Sammlung Schwab stammen aus archäologischen Fundstellen, die zum UNESCO-Weltkulturerbe zählen.

## Bibliographie
- Albert Hafner, Nicole Jan, Antonia Jordi, Margrit Wick-Werder: Museum Schwab. Eine Sammlung, eine Idee und steter Wandel. Mit einem Geleitwort von Pietro Scandola und Ludivine Marquis. Hrsg.: NMB Neues Museum Biel. Biel 2013, ISBN 978-3-9524129-1-6.
- Marc-Antoine Kaeser: La Tène, de la découverte du site à l’éponymie du Second âge du Fer européen. Les prospections de Friedrich Schwab et les recherches archéologiques antérieures à la correction des Eaux du Jura. In: Cahiers d’archéologie romande. Nr. 140, 2013, ISSN 1021-1713 (e-periodica.ch).
- Werner Bourquin: Die urgeschichtlichen Museen der Schweiz und die Sammlung Schwab in Biel. Hrsg.: Museum Schwab Biel. Biel 1943.